# توی‌اباقیز
توی‌اباقیز (به ازبکی: Tuyaboʻgʻiz) یک منطقهٔ مسکونی در ازبکستان است که در ناحیه ارتا چیرچیق واقع شده‌است. توی‌اباقیز ۴٬۸۹۵ نفر جمعیت دارد.